# Club Necaxa
Il Club Necaxa è una società calcistica messicana, con sede, dal 2003, nella città di Aguascalientes. Milita attualmente nella Primera División de México.
Dopo aver militato per 56 stagioni nella Primera División de México, la massima serie del campionato messicano di calcio, nel 2009 è retrocesso nella Liga de Ascenso de México. Dopo aver giocato molti anni nello Stadio Azteca, si è trasferito nello Estadio Victoria. Ha vinto 11 trofei in patria e 3 internazionali.

## Storia
Fondato il 21 agosto 1923 con l'assistenza della compagnia elettrica Compañía de Luz y Fuerza, ha vinto i campionati 1994-95, 1995-96 e Invierno 1998 grazie al lavoro dell'allenatore Manuel Lapuente e di giocatori come Álex Aguinaga. Nel 2000 si è classificato terzo al Mondiale per club. Nel 2009 retrocede nella Liga de Ascenso de México. Il Necaxa vive una rivalità particolarmente sentita con l'América.

## Palmarès

### Competizioni nazionali
- Campionato messicano: 3

(1932-1933, 1934-1935, 1936-1937, 1937-1938), 1994-1995, 1995-1996, Invierno 1998
- Coppa del Messico: 4

(1924-1925, 1925-1926, 1932-1933, 1935-1936), 1959-1960, 1965-1966, 1994-1995, Clausura 2018
- Supercoppa del Messico: 2

1933, 1936, 1966, 1995
- Supercopa MX: 1

2018
- InterLiga: 1

2007
- Ascenso MX: 2

Apertura 2014, Clausura 2016

### Competizioni internazionali
- CONCACAF Champions' Cup: 2

1975 (come Atlético Español), 1999
- Coppa delle Coppe CONCACAF: 1

1994

### Altri piazzamenti
- Campionato messicano:

Secondo posto: Invierno 1996, Verano 1998, Verano 2002
Terzo posto: 1950-1951, 1954-1955
- Copa México:

Finalista: 1933-1934, 1939-1940, 1941-1942, Clausura 2016
Semifinalista: 1950-1951, 1961-1962
- Supercoppa del Messico:

Finalista: 1960
- Supercopa MX:

Finalista: 2019
- Coppa Merconorte:

Semifinalista: 2001
- CONCACAF Champions' Cup:

Semifinalista: 2003
- Coppa Interamericana:

Finalista: 1975 (come Atlético Español)
- Campionato mondiale per club FIFA:

Terzo posto: 2000

## Organico

### Rosa 2024-2025
Aggiornata al 31 dicembre 2024.
| N. |                      | Ruolo | Calciatore         |
| -- | -------------------- | ----- | ------------------ |
| 1  | Messico (bandiera)   | P     | Raúl Gudiño        |
| 2  | Messico (bandiera)   | D     | Emilio Martínez    |
| 3  | Uruguay (bandiera)   | D     | Agustín Oliveros   |
| 4  | Messico (bandiera)   | D     | Alexis Peña        |
| 5  | Messico (bandiera)   | D     | Alejandro Mayorga  |
| 6  | Messico (bandiera)   | D     | Jesús Alcántar     |
| 7  | Colombia (bandiera)  | C     | Kevin Rosero       |
| 8  | Argentina (bandiera) | C     | Agustín Palavecino |
| 9  | Argentina (bandiera) | A     | Tomás Badaloni     |
| 11 | Messico (bandiera)   | C     | Heriberto Jurado   |
| 13 | Messico (bandiera)   | C     | Alejandro Andrade  |
| 15 | Messico (bandiera)   | C     | Bryan Garnica      |

| N. |                        | Ruolo | Calciatore        |
| -- | ---------------------- | ----- | ----------------- |
| 16 | Messico (bandiera)     | C     | Alfredo Gutiérrez |
| 17 | Messico (bandiera)     | A     | Rogelio Cortéz    |
| 18 | Messico (bandiera)     | D     | Raúl Sandoval     |
| 19 | Messico (bandiera)     | C     | Diego Gómez       |
| 21 | Colombia (bandiera)    | C     | Johan Rojas       |
| 22 | Argentina (bandiera)   | P     | Ezequiel Unsain   |
| 23 | Messico (bandiera)     | D     | Alán Montes       |
| 26 | Messico (bandiera)     | D     | Emilio Lara       |
| 27 | Colombia (bandiera)    | C     | Diber Cambindo    |
| 30 | Messico (bandiera)     | A     | Ricardo Monreal   |
| 33 | Stati Uniti (bandiera) | C     | Fernando Arce     |

### Rose delle stagioni passate
- stagione 2011-2012